# Aleuroviggianus adanaensis
Aleuroviggianus adanaensis es una especie de insecto hemíptero de la familia Aleyrodidae y la subfamilia Aleyrodinae. Se distribuyen por los países del Mediterráneo oriental: Dodecaneso y Turquía.
Fue descrita científicamente por primera vez por Bink-Moenen en 1992.